# Takashi Yorino
 (juillet 2025).
Si vous disposez d'ouvrages ou d'articles de référence ou si vous connaissez des sites web de qualité traitant du thème abordé ici, merci de compléter l'article en donnant les références utiles à sa vérifiabilité et en les liant à la section « Notes et références ».
Pas d'image ? Cliquez ici
Takashi Yorino (従野 孝司, Yorino Takashi), né le 10 octobre 1950, à Kobe au Japon est un ancien pilote de course automobile international japonais. Il s'est retiré de la compétition en 1992. 

## Palmarès

### Résultats aux24 heures du Mans
| Année | Écurie              | Copilotes                            | Voiture      | Classe   | Tours | Pos. | Class Pos. |
| ----- | ------------------- | ------------------------------------ | ------------ | -------- | ----- | ---- | ---------- |
| 1982  | Mazdaspeed Co. Ltd. | Yojiro Terada Allan Moffat           | Mazda RX-7   | IMSA GTX | 282   | 14e  | 6e         |
| 1983  | Mazdaspeed Co. Ltd. | Yōjirō Terada Yoshimi Katayama       | Mazda 717C   | C Jr     | 302   | 12e  | 1re        |
| 1984  | Mazdaspeed Co. Ltd. | Pierre Dieudonné Yojiro Terada       | Mazda 727C   | C2       | 261   | 20e  | 6e         |
| 1985  | Mazdaspeed Co. Ltd. | Yoshimi Katayama Yojiro Terada       | Mazda 737C   | C2       | 263   | 24e  | 6e         |
| 1986  | Mazdaspeed Co. Ltd. | Yojiro Terada Yoshimi Katayama       | Mazda 757    | GTP      | 59    | Abd. | Abd.       |
| 1987  | Mazdaspeed Co. Ltd. | Yoshimi Katayama Yojiro Terada       | Mazda 757    | GTP      | 34    | Abd. | Abd.       |
| 1988  | Mazdaspeed Co. Ltd. | Hervé Regout Will Hoy                | Mazda 767    | GTP      | 305   | 19e  | 3e         |
| 1989  | Mazdaspeed Co. Ltd. | Hervé Regout Elliott Forbes-Robinson | Mazda 767B   | GTP      | 365   | 9e   | 2e         |
| 1990  | Mazdaspeed Co. Ltd. | Yoshimi Katayama Yojiro Terada       | Mazda 787    | GTP      | 304   | 20e  | 1re        |
| 1991  | Mazdaspeed Co. Ltd. | Pierre Dieudonné Yojiro Terada       | Mazda 787    | C2       | 346   | 8e   | 8e         |
| 1992  | Mazdaspeed Co. Ltd. | Maurizio Sandro Sala Yojiro Terada   | Mazda MXR-01 | C1       | 124   | Abd. | Abd.       |